# Sebastián Gonzales Zela
Sebastián Gonzales Zela (Lima, Provincia de Lima, Perú, 6 de diciembre de 1999) es un futbolista peruano. Juega como delantero y su equipo actual es el Comerciantes Unidos de la Liga 1 de Perú. Ha representado a la selección de fútbol del Perú en las categorías sub-20 y sub-23.

## Trayectoria
Sebastián Gonzales inició su trayectoria en la escuela de menores de fútbol del Centro Naval del Perú. Después pasó a jugar como delantero en las divisiones menores de Sporting Cristal, donde estuvo 11 años hasta el año 2017.

### Sport Boys
A inicios de 2018 pasó a las filas de Sport Boys que regresaba a primera división, con el fin de formar parte del equipo de reserva y alternar en el futuro con el primer equipo. Luego de estar en banca en un encuentro de primera división, el 25 de septiembre de 2018 debutó de forma profesional en la derrota del Boys frente a Comerciantes Unidos por 3-2, ingresando al minuto 80 en lugar de Maelo Reátegui. El 31 de agosto, días después de su debut, firmó su primer contrato profesional con el club. Al final de la temporada jugó otros cinco encuentros con Boys, ingresando en la segunda parte de cada juego.
En la temporada 2019 marcó su primer gol como profesional, el cual se dio el 25 de mayo en la derrota por 2-1 ante Alianza Universidad, por la jornada 15 del Torneo Apertura.

### Alianza Lima y préstamo a San Martín
El 10 de enero de 2020 fichó por Alianza Lima por los próximos 3 años y el 4 de febrero fue prestado a la Universidad de San Martín hasta fines de 2020, con probabilidad de retorno en junio. Debutó con los santos el 16 de febrero de 2020, en la derrota por 1-2 ante Alianza Universidad, ingresando en el minuto 61 en lugar de Mohamed Karamoko. Tras marcar 5 goles en ese año ayudando al club a salvar la categoría va a Alianza Lima para la temporada 2021, donde disputa 9 partidos en la temporada, todos en la primera mitad del año, y consiguen en título de la Liga 1 tras vencer a Sporting Cristal.

### Ayacucho F. C.
Para la temporada 2022, el Alianza Lima decidió prestar al jugador al Ayacucho F. C. de la ciudad homónima, club en el que jugaría 24 partidos y marcaría 2 goles.

### Deportivo Coopsol
En marzo de 2023, el Deportivo Coopsol anunció la contratación a préstamo de Gonzales-Zela, para la temporada 2023. El contrato es válido hasta el 31 de diciembre de 2023 con posibilidades de extensión de préstamo o compra.

## Selección nacional
Gonzales es parte de la selección de fútbol de Perú categoría sub-23, aunque previamente formó parte de la sub-20, con la cual participó en el Campeonato Sudamericano de Fútbol Sub-20 de 2019.
Fue parte del equipo de sparrings que acompañó a la selección mayor a Rusia durante su participación en la Copa Mundial de Fútbol de 2018. En noviembre de ese mismo año, ganó el cuadrangular internacional amistoso sub-20 disputado en Lara y el 12 de enero de 2019, fue incluido en la nómina de 23 jugadores para el Sudamericano sub-20 de 2019. Disputó los cuatro partidos durante la fase de grupos, sin embargo Perú no avanzó a la siguiente etapa.
También ha integrado el seleccionado sub-18 de Perú.
En mayo de 2019, fue convocado a la selección sub-23 de Perú por Nolberto Solano para el segundo microciclo con miras a los Juegos Panamericanos de 2019, sin embargo no llegó a entrar en la lista final. Tiempo después fue incluido en la lista final para participar en el Torneo Preolímpico Sudamericano Sub-23 de 2020, donde alternó en tres encuentros.

### Participaciones en Campeonatos Sudamericanos
| Torneo                      | Sede     | Resultado      | Partidos | Goles |
| --------------------------- | -------- | -------------- | -------- | ----- |
| Sudamericano Sub-20 de 2019 | Chile    | Fase de grupos | 4        | 0     |
| Preolímpico Sub-23 de 2020  | Colombia | Fase de grupos | 3        | 1     |

## Estadísticas

### Clubes
Actualizado al último partido disputado el 14 de marzo de 2024.
| Club                             | Div.          | Temporada     | Liga  | Liga  | Copas nacionales | Copas nacionales | Copas internacionales | Copas internacionales | Total | Total |
| Club                             | Div.          | Temporada     | Part. | Goles | Part.            | Goles            | Part.                 | Goles                 | Part. | Goles |
| -------------------------------- | ------------- | ------------- | ----- | ----- | ---------------- | ---------------- | --------------------- | --------------------- | ----- | ----- |
| Sport Boys · Perú                | 1.ª           | 2018          | 6     | 0     | —                | —                | —                     | —                     | 6     | 0     |
| Sport Boys · Perú                | 1.ª           | 2019          | 17    | 2     | 3                | 1                | —                     | —                     | 20    | 3     |
| Sport Boys · Perú                | Total club    | Total club    | 23    | 2     | 3                | 1                | 0                     | 0                     | 26    | 3     |
| Universidad de San Martín · Perú | 1.ª           | 2020          | 20    | 3     | —                | —                | —                     | —                     | 20    | 3     |
| Universidad de San Martín · Perú | Total club    | Total club    | 20    | 3     | 0                | 0                | 0                     | 0                     | 20    | 3     |
| Alianza Lima · Perú              | 1.ª           | 2021          | 8     | 0     | 1                | 0                | —                     | —                     | 9     | 0     |
| Alianza Lima · Perú              | Total club    | Total club    | 8     | 0     | 1                | 0                | 0                     | 0                     | 9     | 0     |
| Ayacucho F. C. · Perú            | 1.ª           | 2022          | 20    | 2     | ―                | ―                | 4                     | 0                     | 24    | 2     |
| Ayacucho F. C. · Perú            | Total club    | Total club    | 20    | 2     | 0                | 0                | 4                     | 0                     | 24    | 2     |
| Deportivo Coopsol · Perú         | 2.ª           | 2023          | 26    | 7     | ―                | ―                | —                     | —                     | 26    | 7     |
| Deportivo Coopsol · Perú         | Total club    | Total club    | 26    | 7     | 0                | 0                | 0                     | 0                     | 26    | 7     |
| Comerciantes Unidos · Perú       | 1.ª           | 2024          | 5     | 2     | ―                | ―                | —                     | —                     | 5     | 2     |
| Comerciantes Unidos · Perú       | Total club    | Total club    | 5     | 2     | 0                | 0                | 0                     | 0                     | 5     | 2     |
| Total carrera                    | Total carrera | Total carrera | 102   | 17    | 4                | 1                | 4                     | 0                     | 110   | 17    |

## Palmarés

### Campeonatos nacionales
| Título                    | Club         | País | Año  |
| ------------------------- | ------------ | ---- | ---- |
| Primera División del Perú | Alianza Lima | Perú | 2021 |

### Torneos cortos
| Título          | Club         | País | Año  |
| --------------- | ------------ | ---- | ---- |
| Torneo Clausura | Alianza Lima | Perú | 2021 |